# Рота (Форли-Чезена)
Рота (итал. Rotta) је насеље у Италији у округу Форли-Чезена, региону Емилија-Ромања.
Према процени из 2011. у насељу је живело 113 становника. Насеље се налази на надморској висини од 17 м.